# Evgenij Borisov
Evgenij Borisov (in russo Евгений Борисов?; 7 marzo 1984) è un ex ostacolista russo.

## Palmarès
| Anno | Manifestazione   | Sede       | Evento   | Risultato  | Prestazione | Note |
| ---- | ---------------- | ---------- | -------- | ---------- | ----------- | ---- |
| 2003 | Europei juniores | Tampere    | 110 m hs | Batteria   | 15"26       |      |
| 2005 | Europei under 23 | Erfurt     | 110 m hs | Batteria   | 13"97       |      |
| 2005 | Universiadi      | Smirne     | 110 m hs | Semifinale | 13"73       |      |
| 2006 | Mondiali indoor  | Mosca      | 60 m hs  | Semifinale | 7"74        |      |
| 2006 | Europei          | Göteborg   | 110 m hs | Batteria   | 13"77       |      |
| 2007 | Europei indoor   | Birmingham | 60 m hs  | Semifinale | 7"67        |      |
| 2007 | Universiadi      | Bangkok    | 110 m hs | 6º         | 13"63       |      |
| 2008 | Mondiali indoor  | Valencia   | 60 m hs  | Bronzo     | 7"60        |      |
| 2008 | Giochi olimpici  | Pechino    | 110 m hs | Batteria   | 13"90       |      |
| 2009 | Europei indoor   | Torino     | 60 m hs  | 5º         | 7"64        |      |
| 2009 | Mondiali         | Berlino    | 110 m hs | Semifinale | 13"63       |      |
| 2010 | Mondiali indoor  | Doha       | 60 m hs  | 4º         | 7"51        |      |
| 2011 | Europei indoor   | Parigi     | 60 m hs  | 7º         | 7"65        |      |
| 2012 | Mondiali indoor  | Istanbul   | 60 m hs  | Batteria   | 7"88        |      |

## Altre competizioni internazionali
2010
- Campionati europei a squadre di atletica leggera ( Bergen)